# تپه گاوکش گردیان
تپه گاوکش گردیان مربوط به دوران پیش از تاریخ ایران باستان - است و در شهرستان نهاوند، بخش خزل، روستای گردیان واقع شده و این اثر در تاریخ ۲۴ اسفند ۱۳۸۳ با شمارهٔ ثبت ۱۱۴۵۳ به‌عنوان یکی از آثار ملی ایران به ثبت رسیده است.